# Kevin Mantilla
Kevin Andrés Mantilla Camargo (Bogotà, 22 maggio 2003) è un calciatore colombiano, difensore del Talleres (C) e della nazionale Under-20 colombiana.

## Carriera

### Club
Cresciuto nel settore giovanile del Santa Fe, debutta in prima squadra il 13 febbraio 2022, in occasione dell'incontro di Categoría Primera A perso per 1-2 contro il Deportivo Pereira.

### Nazionale
Nel gennaio del 2023, è stato incluso dal selezionatore Héctor Cárdenas nella lista dei convocati della nazionale Under-20 partecipante al Campionato sudamericano di calcio Under-20 2023 organizzato in casa, raggiungendo il terzo posto finale.
Il 9 maggio 2023 viene convocato per il Mondiale di categoria in Argentina.

## Statistiche

### Presenze e reti nei club
Statistiche aggiornate al 23 gennaio 2023.
| Stagione        | Squadra         | Campionato      | Campionato | Campionato | Coppe nazionali | Coppe nazionali | Coppe nazionali | Coppe continentali | Coppe continentali | Coppe continentali | Altre coppe | Altre coppe | Altre coppe | Totale | Totale |
| Stagione        | Squadra         | Comp            | Pres       | Reti       | Comp            | Pres            | Reti            | Comp               | Pres               | Reti               | Comp        | Pres        | Reti        | Pres   | Reti   |
| --------------- | --------------- | --------------- | ---------- | ---------- | --------------- | --------------- | --------------- | ------------------ | ------------------ | ------------------ | ----------- | ----------- | ----------- | ------ | ------ |
| 2022            | Santa Fe        | A               | 25         | 0          | CC              | 1               | 0               |                    | -                  | -                  |             | -           | -           | 26     | 0      |
| Totale carriera | Totale carriera | Totale carriera | 25         | 0          |                 | 1               | 0               |                    | -                  | -                  |             | -           | -           | 26     | 0      |

### Cronologia presenze e reti in nazionale
| Cronologia completa delle presenze e delle reti in nazionale ― Colombia under 20 | Cronologia completa delle presenze e delle reti in nazionale ― Colombia under 20 | Cronologia completa delle presenze e delle reti in nazionale ― Colombia under 20 | Cronologia completa delle presenze e delle reti in nazionale ― Colombia under 20 | Cronologia completa delle presenze e delle reti in nazionale ― Colombia under 20 | Cronologia completa delle presenze e delle reti in nazionale ― Colombia under 20 | Cronologia completa delle presenze e delle reti in nazionale ― Colombia under 20 | Cronologia completa delle presenze e delle reti in nazionale ― Colombia under 20 |
| Data                                                                             | Città                                                                            | In casa                                                                          | Risultato                                                                        | Ospiti                                                                           | Competizione                                                                     | Reti                                                                             | Note                                                                             |
| -------------------------------------------------------------------------------- | -------------------------------------------------------------------------------- | -------------------------------------------------------------------------------- | -------------------------------------------------------------------------------- | -------------------------------------------------------------------------------- | -------------------------------------------------------------------------------- | -------------------------------------------------------------------------------- | -------------------------------------------------------------------------------- |
| 19-1-2023                                                                        | Cali                                                                             | Colombia under 20                                                                | 1 – 1                                                                            | Paraguay under 20                                                                | Sudamericano Under-20 2023 - 1º turno                                            | -                                                                                |                                                                                  |
| 21-1-2023                                                                        | Cali                                                                             | Perù under 20                                                                    | 1 – 2                                                                            | Colombia under 20                                                                | Sudamericano Under-20 2023 - 1º turno                                            | -                                                                                |                                                                                  |
| Totale                                                                           |                                                                                  | Presenze                                                                         | 2                                                                                |                                                                                  | Reti                                                                             | 0                                                                                |                                                                                  |